# Mereni (okręg Covasna)
Mereni (węg. Kézdialmás) – wieś w Rumunii, w okręgu Covasna, w gminie Mereni. W 2011 roku liczyła 878 mieszkańców.